# Daniel Naborowski
Daniel Naborowski herbu Nabram (ur. w 1573 w Krakowie, zm. w 1640 w Wilnie) – polski poeta barokowy, dyplomata i tłumacz, sędzia grodzki wileński w latach 1637–1640, cześnik wileński w latach 1635–1640, marszałek dworu Bogusława Radziwiłła, wyznawca kalwinizmu.

## Życiorys
Urodził się jako syn krakowskiego aptekarza. Studiował w Wittenberdze (1590–1593), Bazylei (studia medyczne ukończył w 1595), Orleanie (prawo), Strasburgu (kontynuacja studiów prawniczych od 1596) i Padwie (w 1602), gdzie pobierał prywatne nauki mechaniki u Galileusza. W czasie studiów w Strasburgu nauczał języków obcych Janusza Radziwiłła, a w 1602 został jego sekretarzem. U jego boku wziął udział w rokoszu Zebrzydowskiego. W 1610 podróżował po Europie (zwiedził Niemcy, Szwajcarię, Anglię, Francję, Włochy), brał udział w misjach dyplomatycznych księcia. Rolę sekretarza pełnił do śmierci księcia Janusza w 1620. W tym samym roku Naborowski ożenił się. W 1633 został mianowany marszałkiem hetmana polnego litewskiego Krzysztofa Radziwiłła. Będąc kalwinem umacniał czynnie wyznawaną przez siebie religię na Litwie. W 1637 zyskał urząd sędziego grodzkiego w Wilnie.

## Twórczość
Naborowski godził w swojej poezji wartości sprzeczne: renesansową pochwałę rozsądku i życia statecznego z przekonaniem o marności świata i nieuchronnym przemijaniu wszelkich zjawisk. Jego twórczość stanowi świadectwo harmonii sprzeczności, obecnych zarówno w życiu ludzkim, jak i w całym dziele stworzenia. Tworzył w nurcie motywu vanitas.
Podczas studiów w Bazylei ogłosił dwie rozprawy napisane w języku łacińskim: De temperamentis (1593) i De venenis (1594). Pierwszym znanym wierszem poety jest łaciński utwór wpisany w Wittenberdze 4 maja 1593 do pamiętnika Daniela Cramera.

### Na oczy królewny angielskiej

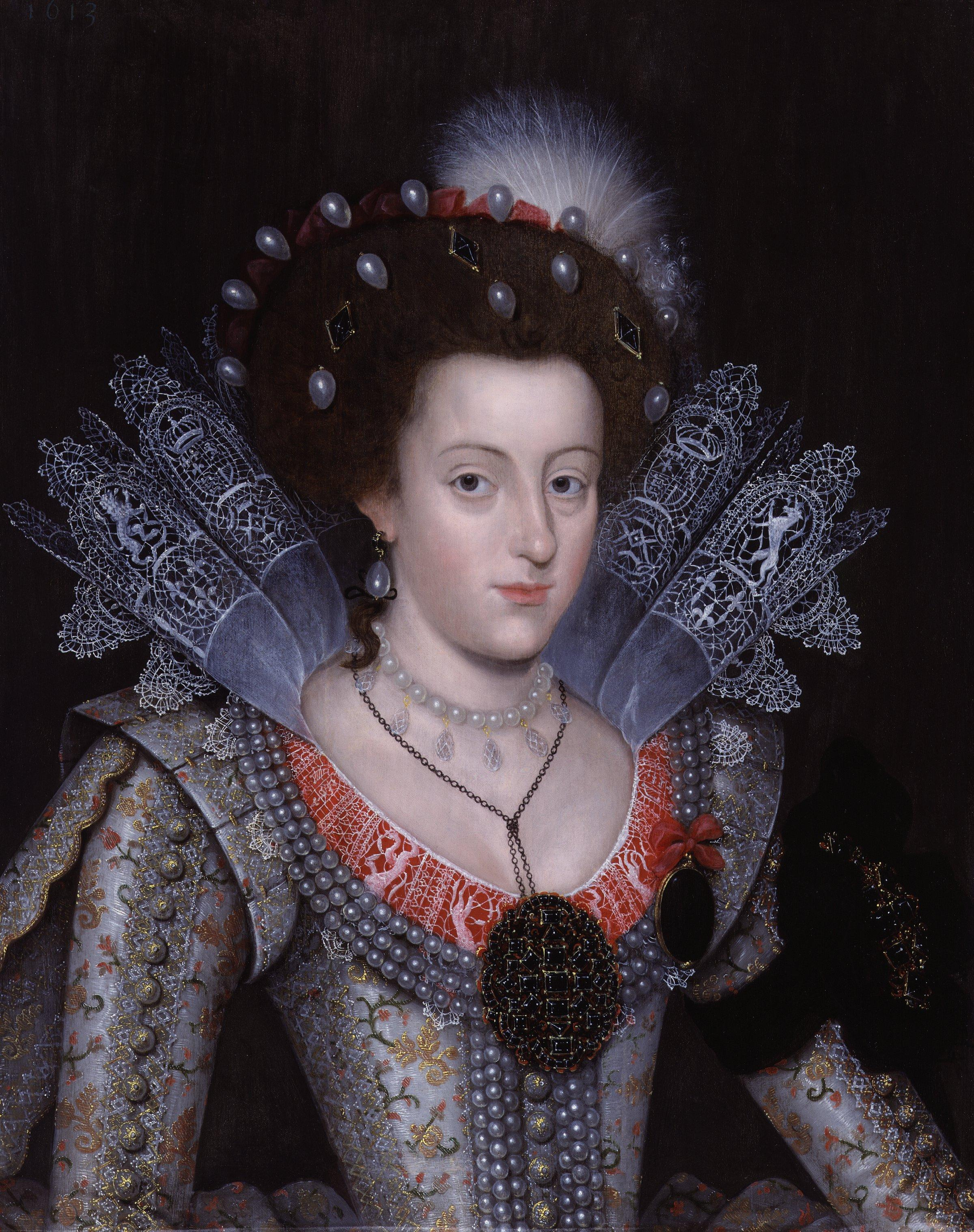
Elżbieta Stuart

Wiersz opisuje oczy Elżbiety Stuart, małżonki elektora Fryderyka V. Napisany w formie epigramatyczniej, zawiera dwadzieścia wersów rymowanych parzyście w układzie aabb. Oparty jest na sonecie „Sur les yeux de la marquise de Monceaux” Honorata de Porchères Laugiera, opisującym oczy księżniczki Gabrielle d’Estrées. Stanowi przykład gradacji poetyckiej.

### Wiersze Naborowskiego
- Błąd ludzki
- Cień przypisany Ks. Ks. J.M. Januszowi Radziwiłłowi, podczaszemu naonczas W. Ks. L. A. 1607
- Cnota grunt wszytkiemu
- Do Jego Książęcej Mości Pana... Janusza Radziwiłła Pana Mego Miłościwego
- Do Najjaśniejszego Władysława Zygmunta...
- In Werki solatium
- Krótkość żywota
- Kur na krzcinach oddany małemu wielkiej nadzieje Radziwiłłowi...
- Malina
- Marność i Na toż
- Pieśń ad imitationem Horatiuszowej ody „Beatus ille, qui procul negotiis”
- Róża przypisana na kolędzie Księciu Imci Krzysztofowi Radziwiłłowi
- Treny na śmierć Księcia Radziwiłła, kasztelana wileńskiego
- Tryumf Miłości. Poema Franciszka Petrarki
- Votum

Ogłosił też zbiory poezji:
- Naeniae a diversis scriptae in Exequias Illustrissimi Principis Dni Janussi Radivili, wydrukowany w miejscowości Lubcz nad Niemnem (1621)
- Lacrumae Danielis Naborovi... (siedem utworów łacińskich), drukarnia Konrada Waldkircha[8].

Poza przekładem Triumfu miłości Petrarki był również tłumaczem Triumfu wiary du Bartasa, Descriptio gentium Sarbiewskiego i Pieśni Lobwassera. W poczet przekładów poety należy także zaliczyć wiersze Cień, Róża, Kalendy styczniowe oraz Kur, stanowiące emulacyjne tłumaczenia wierszy Jeana Passerata (Umbra, Rosa, Kalendae Januariae oraz Gallus), które wpisują się w nurt twórczości adoksograficznej, tj. pochwał błahych przedmiotów czy zjawisk.

### Późniejsze wydania
- Zbiór fraszek zawarty w barokowym Wirydarzu poetyckim Jana Jakuba i Jakuba Teodora Trembeckich, opublikowanym przez Aleksandra Brücknera (Lwów 1910–11)
- Wybór fraszek erotycznych Smaczny kąsek w opracowaniu Waldemara Smaszcza (Białystok 1982)